# Lénárddaróc
Lénárddaróc là một thị trấn thuộc hạt Borsod-Abaúj-Zemplén, Hungary. Thị trấn này có diện tích 5,16 km², dân số năm 2010 là 298 người, mật độ 58 người/km².